# Барбара (певица)
Барбара́, настоящее имя — Моник Андре Серф (фр. Barbara, Monique Andrée Serf; 9 июня 1930, Париж — 24 ноября 1997, Нёйи-сюр-Сен) — французская актриса, автор и исполнитель песен.

## Биография
Родилась 9 июня 1930 года в Париже. Отец — эльзасский еврей Жак Серф (1904—1959); мать — Эстер Бродская (1905—1967) — еврейка, родившаяся в Тирасполе. Во время Второй Мировой войны семья скрывалась от нацистов, подверглась антисемитским преследованиям.
После войны Моник начала учиться в Высшей национальной консерватории музыки и танца, курс не окончила. Стала петь хористкой в оперетте. В конце 1940-х годов отец оставил семью. Моник в 1950 году покинула Париж, выступала в кабаре Бельгии под именем Барбара Броди (в честь бабушки).
С середины 1950-х годов пела в небольших парижских кабаре, начала сочинять песни. В 1959 году записала первый диск под псевдонимом Барбара. В 1960 году записала диск с песнями Брассенса, который получил премию Академии Шарля-Кро (в 1965 году она была ещё раз удостоена этой премии). В 1961 году появился её диск с записями песен Жака Бреля.
В дальнейшем не раз выступала с Брассенсом, Джонни Холлидеем, помогала в исполнительской карьере Сержу Реджани, дружила с Жераром Депардьё. С огромным успехом концертировала во Франции, Германии, Италии, Канаде, Японии, Бельгии, Израиле и Швейцарии. Пела в Олимпии и других крупнейших концертных залах. Играла в фильмах Бреля, Жана-Клода Бриали, Мориса Бежара. Летом 1986 года выступила в Метрополитен-опере с Михаилом Барышниковым, он танцевал под музыку двух её песен. Выступала с литературными чтениями, в том числе в 1991 году исполнила и записала «Письма юному поэту» Рильке.
Работала над книгой воспоминаний, когда скоропостижно скончалась 24 ноября 1997 года в Нёйи-сюр-Сене от пищевого отравления. Была похоронена на парижском кладбище Баньё при огромном стечении народа.

## Избранная дискография
- Barbara à l’Ecluse (1959)
- Barbara chante Brassens (1960)
- Barbara chante Jacques Brel (1961)
- Dis, quand reviendras-tu? (1964)
- Barbara chante Barbara (1965)
- Ma plus belle histoire d’amour (1967)
- Le Soleil noir (1968)
- Madame (1970)
- L’Aigle noir (1970, миллион экземпляров были проданы за первые 12 часов)
- La Fleur d’amour (1972)
- Amours incestueuses (1972)
- La Louve (1973)
- Seule (1981)
- Il me revient (1996)
- Femme piano (1997, избранное, 2 CD)

## Фильмография
- 1975 — «Я родился в Венеции» Мориса Бежара

## Документальные фильмы
- 2016 — «Барбара. Истинное лицо» / Barbara, au delà des apparences (реж. Доминик Фаргю / Dominique Fargues, Эрван Л'Элеуе / Erwan L'Eléouet, Стефан Масслин / Stéphane Masseline)
- 2017 — «Барбара: Свободный полёт» / Barbara en liberté (реж. Сандрин Дюмаре / Sandrine Dumarais)

## Игровое кино
- 2017 — «Барбара» / Barbara (реж. Матьё Амальрик / Mathieu Amalric)

## Признание
Кавалерственная дама ордена Почётного легиона (1988). Орден «За заслуги перед Федеративной Республикой Германия» (1988). Две премии Виктуар де ля мюзик (1994, 1997) и другие награды. Именем певицы названы улицы в Сен-Марселлене и Нанте, сорт розы.
В 2001 году была выпущена почтовая марка с её изображением.